# Alfred Poroi
Alfred Poroi, né le 3 mars 1906 à Mataiea (Tahiti) et mort le 27 août 1994 à Pirae (Tahiti), est un homme politique français.

## Détail des fonctions et des mandats
Mandats locaux
- 1935 - juin 1941 : Conseiller municipal de Papeete
- juin 1941 - septembre 1942 : Premier adjoint au maire de Papeete
- septembre 1942 - octobre 1966 : Maire de Papeete

Mandat parlementaire
- 23 septembre 1962 - 1er octobre 1971 : Sénateur de la Polynésie française

## Décorations
- Officier de la Légion d'honneur
- Commandeur de l'ordre national du Mérite
- Officier de l'ordre des Palmes académiques